# Der Hohenfriedberger
Der Hohenfriedberger, également appelée Hohenfriedeberger, est l’une des marches militaires allemandes les plus connues. Ce nom rappelle la victoire des Prussiens sur les Autrichiens et leurs alliés Saxons, le 4 juin 1745, lors de la bataille de Hohenfriedberg à proximité de Striegau.

## Histoire
De nombreuses légendes entourent la genèse de la marche. Le régiment des dragons de Bayreuth, rebaptisé Ansbach-Bayreuth à partir de 1769, dont l'action avait été décisive lors de la bataille de Hohenfriedberg, serait entré dans les quartiers du roi en la chantant. Frédéric II, compositeur de cette marche selon la tradition, aurait alors félicité ce régiment pour sa magnifique interprétation. À la suite de cela, le roi aurait délivré une lettre de grâce au régiment Bayreuth, l'autorisant à jouer la Grenadier-Marsch à tout moment, en garnison comme en campagne. La Grenadier-Marsch a plus tard été connue sous le nom de Hohenfriedberger Marsch. Le régiment de dragons de Bayreuth devint Dragonerregiment Königin en 1806, avant d'être converti en cuirassiers en 1819, et la lettre de grâce fut exposée de longues années dans sa salle d'honneur à Pasewalk en Poméranie. 
La première version de cette marche a été composée au piano en 1795. Ce n’est qu’en 1845, à l’occasion du centenaire de la bataille, que des paroles ont été ajoutées à la musique. Le régiment de Bayreuth l'a intitulée « Auf, Ansbach-Dragoner ! Auf, Ansbach-Bayreuth ! » (« Debout, dragon d’Ansbach ! Debout, Ansbach-Bayreuth ! »). À l’époque du Reich allemand, Der Hohenfriedberger symbolisait les campagnes victorieuses de Frédéric II. 
En souvenir des victoires de Frédéric II sur les Autrichiens, Johann Gottfried Piefke composa, en 1866, la marche Der Königgrätzer Marschen, après la victoire de la bataille de Könnigrätz.
Der Hohenfriedberger était le chant de tradition de l’ancien Panzerlehrbataillons 11 (11e Bataillon de chars-école) et de l’ancienne Aufklärungslehrkompanie 90 (90e Compagnie de reconnaissance) de la Bundeswehr.

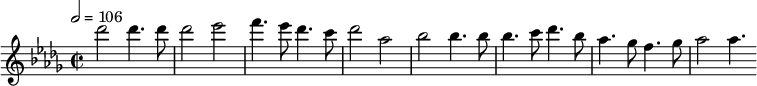

## Utilisation dans les films
La marche a été utilisée dans les longs métrages suivants :
- Barry Lyndon
- Stalingrad
- J'avais 19 ans
- À nous la victoire[2]
- L'As des as